# بوب سميث (لاعب كرة قاعدة)
بوب سميث (بالإنجليزية: Bob Smith) هو لاعب كرة قاعدة أمريكي، ولد في 13 مايو 1928 في كلارنس في الولايات المتحدة، وتوفي في 23 يونيو 2003.

## وصلات خارجية
- روبرت سميث على موقع دوري كرة القاعدة الرئيسي (الإنجليزية)
- روبرت سميث على موقعبيزبول رفرنس.كوم (الدوري الرئيسي) (الإنجليزية)
- روبرت سميث على موقعبيزبول رفرنس.كوم (الدوري الثانوي) (الإنجليزية)